# Sarpol-e Z̄ahāb (kommunhuvudort i Iran)
Sarpol-e Z̄ahāb (persiska: سر پل ذهاب) är en kommunhuvudort i Iran.   Den ligger i provinsen Kermanshah, i den västra delen av landet, 500 km väster om huvudstaden Teheran. Sarpol-e Z̄ahāb ligger 547 meter över havet och antalet invånare är 51 611.
Terrängen runt Sarpol-e Z̄ahāb är kuperad åt sydost, men åt nordväst är den platt.Runt Sarpol-e Z̄ahāb är det ganska tätbefolkat, med 155 invånare per kvadratkilometer. Sarpol-e Z̄ahāb är det största samhället i trakten. Trakten runt Sarpol-e Z̄ahāb består till största delen av jordbruksmark.